# ニック・ベイカー
ニコラス・ジョン・ベイカー（Nicholas John Baker）は、イギリスの料理人。
2002年4月13日にジェームス・プルニエという男とともに2002 FIFAワールドカップを観戦するために訪日した際に、成田空港の税関での検査でスーツケースに隠されていた合成麻薬約4万錠およびコカイン約1キロが発見された。スーツケースはプルニエものだと主張したが、ベイカーだけが現行犯逮捕され、プルニエは2日後に出国した。この1ヶ月後にプルニエはベルギーにて麻薬で逮捕されている。2003年6月12日に千葉地方裁判所で懲役14年と罰金500万円の有罪判決となった。この事件の裁判において、ベイカーのイギリス英語に対する捜査時の誤訳の問題が争点となった。2005年7月21日の控訴判決で懲役11年と罰金300万円へ減刑とされた。

## 背景
プルニエとはワールドカップの3年前にお互いサッカー好きであることから知り合った。しかし、プルニエは薬物や酒におぼれるなどの問題があり、後に今回の事件に関与していたことも認めている。2002年のFIFAワールドカップが始まる前にお土産を買いに日本に行くとプルニエと彼の同伴者に話をしており、その際にアパートを借りたいと申し出ていた。4月12日、ベルギーの空港を飛び立ち、ロンドンのヒースロー空港を経由して、13日に成田空港へ到着した。ベイカーとプルニエは入国審査でいったん別れたが、荷物を受け取るコンベヤーの前で再会した。その時に、ベイカーは「君の荷物はまだ来ていないよ。これを持って列に並んでくれないか？そこを出たらまた会おう」とプルニエに言われたという。税関がベイカーの持っているスーツケースを調べたところ、幻覚誘発剤41120錠、コカイン992.5グラムが発見された。これは当時の成田空港における、最大規模の違法ドラッグ摘発事件であった。またベイカーは英語の訛りがきつかったため、それが分からなかった税関職員は、「このスーツケースはプルニエのものだ」と言っていることに気付くことができなかった。一方、プルニエは税関を通過した後、警察に監視されていたが、拘留されたり取り調べをうけたりはせず、2日後には日本を出国している）。
ベイカーは逮捕時に、旅行の同行者であったプルニエによって、底が二重に細工された麻薬入りのスーツケースを持って税関を通るよう仕組まれた、と主張していた。
また、最初の拘留の際に日本の検察によって、睡眠を剥奪されるというひどい扱いを受け、弁護士との面会の機会も与えられず、その上、稚拙で不正確な英語で書かれた自白書にサインを強要されたとも主張した。日本では容疑者が外国人の場合には裁判所が認可した通訳によって口述された訳が自白書となり、録音やビデオによる記録は行われない。したがって、裁判の際に弁護士が自白を確かめたり、自白について争うことはできない。ベイカーは23日間、弁護士との面会もなく未熟な通訳がいるだけの状態で拘留され、最終的には警官に「これにサインをすれば家に帰ることができる」と言われ内容もわからない自白書にサインをさせられた。ベイカーは後に供述は誤りだったと主張したが、受け入れられることはなかった。日本では裁判前に容疑者からの自白を確保することに重きが置かれており、そのことは日本の高い有罪率につながっていると2007年の報告書で述べられている。
ベイカーの主張は控訴審で是認されたが、判決は11年の禁錮と300万円の罰金への減刑にとどまった。2008年春、ベイカーは残りの刑期に服するためにイギリスへと身柄を移された。

## 事件に対する反応
2003年4月、ベイカーの母であるアイリスは息子が無実であり、罪に陥れられたとの所信を公に表明した。不正であった息子の裁判に反対する運動を起こし、刑務所での彼の扱いの善処と、イギリスの刑務所への彼の身柄の移送を要求した。その請願活動は、欧州議会の議員を含む1000人以上の署名を得て、当時のイギリス首相であったトニー・ブレアに届けられた。当時、貴族院の議員であったLudford女史は、首相であったトニー・ブレアに対し、2003年7月に行われるサミットでの当時の日本の総理大臣である小泉純一郎との会談において、本事件をとりあげるよう要求したが、実現しなかった。2004年の庶民院においては、本事件の捜査過程と尋問中の監禁を問題視する議論がなされた。
当時メトロポリス（日本国内の外国人向けフリーペーパー）の出版をしていたマーク・ダブリンは、率先してニック・ベイカーを支持していたが、2004年に支持をやめた。そして、公式にこの運動を支持する団体のやり方を批判するようになった。
国際弁護士協会は2006年の報告書において、尋問の録音が一つもなかったことが特にベイカー事件の特徴的な問題だと言及した。外国での公正な裁判について、Stephan Jacobiは、ベイカー事件は日本の司法制度と市民的権利及び政治的権利に関する国際規約の遵守に関する関心を高めることとなったと述べている。また、彼は通訳を設置することの日本の裁判所の理解に関する、千里金蘭大学の言語研究員である水野真木子氏による批判を示している。